# CargoNet

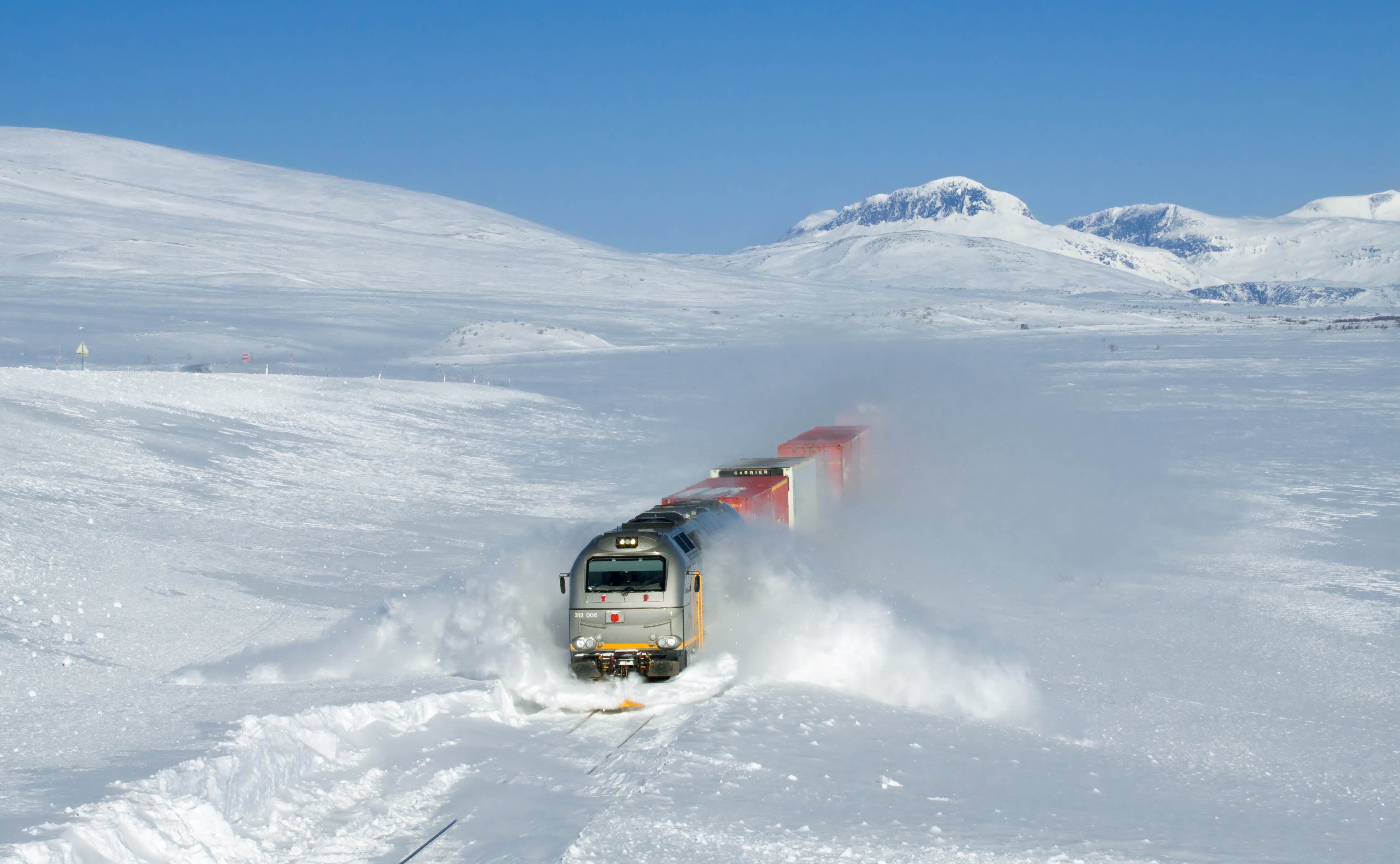
Train norvégien CargoNet filant à travers la neige entre Bodø et Trondheim, dans le comté de Nordland.

CargoNet est le principal opérateur en matière de trains de marchandises sur le réseau ferré norvégien. Elle fut dans un premier temps formée et connue sous le nom de NSB Gods après que la compagnie NSB fusionna dans les transports de passagers en plus des marchandises. NSB Gods changea son nom au profit de CargoNet au début de l'année 2002. Elle appartient désormais à la NSB (55 % du partage) et à la compagnie suédoise du transport de marchandises Green Cargo. Elle possède en Suède une filiale appelée CargoNet AB et rachetée sous le nom de RailCombi AB.

## Locomotives
La plupart des locomotives (excepté la Di 8 et quelques machines tracteurs (de manœuvre) possèdent une livrée grise avec une rayure jaune et noire à certains endroits. La Di 8 et les machines de manœuvre ont plutôt tendance à posséder une plus ancienne livrée jaune avec une cabine de conduite rouge.
- 30 El 14, locomotive électrique
- 19 Di 8, locomotive diesel et de manœuvre utilisée pour les trains de marchandises
- 9 El 16, locomotive électrique
- 6 CD66, locomotive diesel pour les trains de marchandises longs et lourds.

- 12 Skd226, manœuvre
- 5 Skd224, manœuvre
- 3 Skd220c, manœuvre
- 1 Skd225, manœuvre
- 2 BR 159, locomotives bi-modes: en 2021, CargoNet et European Loc Pool (ELP) ont signé un contrat pour la location de deux locomotives Eurodual, équipées de ETCS Level 2 Baseline 3, afin de réduire les coûts de carburant et augmenter le poids des trains aussi bien sur le réseau électrifié que non électrifié de Norvège[1].